# Max Palmer
Max Palmer (Pontotoc, 27 novembre 1927 – St. Louis, 7 maggio 1984) è stato un wrestler, attore e religioso statunitense.

## Biografia
Max Palmer nacque a Pontotoc. Aveva tre sorelle. Come wrestler si formò a Salt Lake City. Nel 1955 partecipò al film The Big Bluff. Nel 1975 si risposò. Infatti da un precedente matrimonio ebbe due figli.

## Filmografia parziale
- The Big Bluff, regia di W. Lee Wilder (1955)
- La pattuglia della strada (Highway Patrol) – serie TV
- Dragnet – serie TV, episodio The Big Mask (1955)
- Harbor Command – serie TV, episodio 1x08 (1957)